# 20646 Ніхілгупта
20646 Ніхілгупта (20646 Nikhilgupta) — астероїд головного поясу, відкритий 7 жовтня 1999 року.
Тіссеранів параметр щодо Юпітера — 3,249.